# 水尾 (桃園市中壢區)
水尾，是臺灣桃園市中壢區的一個傳統地域名稱，也是全區行政中心所在地，位於該區中部偏東北。相較於今日行政區，其範圍大致包括水尾里不含西北端、永福里、忠福里、鴻福里、幸福里、新街里、金華里北大半部。
昔日「中壢新街」聚落位於本地區最南端（今新街里），是今日中壢都會區較早的發源地之一。

## 歷史
台灣清治末期至日治初期，水尾地區為一街庄，稱為「水尾庄」，隸屬於桃澗堡。該庄北與青埔庄，五塊厝庄為鄰，東與內壢庄為鄰，南邊為中壢埔頂庄、石頭庄，西邊為興南庄。
1901年（日治明治三十四年）11月，全台廢縣廳改設二十廳，該庄隸屬於桃仔園廳。1903年（明治三十六年），改名桃園廳。1909年（明治四十二年）10月，合併二十廳為十二廳，該庄隸屬不變。1920年（大正九年），廢十二廳改設五州二廳，該庄改制為「水尾」大字，隸屬於新竹州中壢郡中壢街，大字下有「水尾」、「中壢新」小字名。
戰後中壢街改制為中壢鎮，隸屬於新竹縣，大字亦改制為里。1950年桃、竹、苗分治，中壢鎮改隸屬於桃園縣。1967年，中壢鎮因人口達10萬而改制為中壢市。2014年12月，桃園縣升格為直轄桃園市，中壢市改制為中壢區。

## 聚落
本地區發展較早的聚落有水尾、上水尾、下水尾、八股陂、土地公陂 等，在日治期初期的官方地圖上已有記載。此外，本地區尚有詹厝、賴厝、謝厝、忠福 等聚落。

## 交通
國道1號又稱「中山高速公路」，是台灣西部兩條縱向高速公路之一，大致以東北－西南走向經過水尾地區中部，東側邊界處設有內壢交流道，由此進入可快速前往台灣西部各地。
省道台1線又稱「縱貫公路」，是台北至屏東楓港的幹道，大致以橫向轉東南—西北走向再轉東南東—西北西走向經過本地區南部，向東可前往桃園、新莊、台北等地，向西繞過中壢市區可前往楊梅、竹北、新竹等地。省道台1線在本地區路段除東側一小段外，均屬於中壢都會區外環道北段的一部分。
縣道110甲線是大園三塊厝至平鎮宋屋的道路，大致以縱向經過本地區東北部邊界地帶及東部，於南部邊界外的埔頂轉向西南與省道台1線共線，再進入本地區南部近邊界地帶，隨即與省道台1線分線獨行，於中正公園附近離開本地區。由本道路向北可至三塊厝接回縣道110號本線，向西南可前往平鎮宋屋的中壢外環道最西南端接回省道台1線。
縣道113丙線是青埔至中壢的道路，其南側端點位於本地區西南部的省道台1線路口，由此向北大致沿本地區西部邊界地帶而行，出北部邊界後於高鐵站西北側止於縣道113號本線路口。

## 學校
- 萬能科技大學
- 啟英高中
- 興南國中
- 新街國小

## 廟宇
- 中壢仁海宮（又稱新街廟，為一座媽祖廟）
- 永福福德宮（土地祠）